# Tarlina daviesae
Tarlina daviesae is een spinnensoort uit de familie Gradungulidae. De soort komt voor in Queensland.